# ملتون
ملتون (به انگلیسی: Melton) یک شهرک در استرالیا است که در ویکتوریا (استرالیا) واقع شده‌است.